# Placówka Straży Granicznej w Bohukałach
Placówka Straży Granicznej w Bohukałach – graniczna jednostka organizacyjna polskiej straży granicznej realizująca zadania w ochronie granicy państwowej.

## Formowanie i zmiany organizacyjne
Placówka SG w Bohukałach została włączona w system ochrony granicy państwowej 15 X 2009 roku. Na dzień 31 grudnia 2010 w placówce służbę pełniło 33 funkcjonariuszy.

## Terytorialny zasięg działania
Całkowita długość ochranianego odcinka granicy rzecznej z Białorusią wynosi 28,86 km  od znaku granicznego nr 1313 do znaku granicznego nr 1278 .
Linia rozgraniczenia:
1. z placówką Straży Granicznej w Terespolu: wyłącznie znak graniczny nr 1278, wył. Kukuryki, Kuzawka, wyłącznie m. Koroszczyn Kolonia, m. Dobryń Kolonia, wyłącznie m. Dobryń Duży, wyłącznie m. Kopelówka, m. Kijowiec, wyłącznie m. Dobryn Mały, wyłącznie m. Lachówka Mała, m. Horbów, wyłącznie Horbów Kolonia, wyłącznie kol. Marianka, m. Woskrzenice Duże, m. Kaliłów, wyłącznie m. Hola, wyłącznie m.p. Biała Podlaska, m. Kozula, m. kol. Kajków, m. Cicibór Duży, wyłącznie m. Budziszew, m. Rakowiska, wyłącznie m. Stary Sławacinek, wyłącznie m. Nowy Sławacinek, m. Sitnik, wyłącznie m. Sycyna, m. Woroniec, wyłącznie Rogoźniczka[3] .
2. Linia rozgraniczenia z placówką Straży Granicznej w Janowie Podlaskim: włącznie znak graniczny nr 1313, dalej granicą gmin Janów Podlaski, Konstantynów i Stara Kornica oraz Rokitno, Biała Podlaska, Leśna Podlaska[3] .

Poza strefą nadgraniczną obejmuje z powiatu łosickiego gminy: Huszlew, Olszanka .

## Komendanci placówki
- ppłk SG Andrzej Tarasiuk[4] (był w 2015[5]–był 21.11.2017[6]).